# Segretario della Sicurezza Interna degli Stati Uniti d'America
Il Segretario della Sicurezza Interna degli Stati Uniti d'America (in inglese United States Secretary of Homeland Security) è un membro del gabinetto del Presidente degli Stati Uniti d'America ed è il capo del Dipartimento della sicurezza interna degli Stati Uniti d'America.
Tale ruolo è stato istituito il 25 novembre 2002 dopo una lunga riforma, conseguente agli attentati dell'11 settembre 2001.

## Elenco
| # | Foto               | Nome                          | Stato di Residenza       | Mandato          | Mandato          | Presidente sotto il quale si è svolto il mandato |
| # | Foto               | Nome                          | Stato di Residenza       | Inizio           | Termine          | Presidente sotto il quale si è svolto il mandato |
| - | ------------------ | ----------------------------- | ------------------------ | ---------------- | ---------------- | ------------------------------------------------ |
| 1 | Tom Ridge          | Tom Ridge                     | Pennsylvania             | 24 gennaio 2003  | 1º febbraio 2005 | George W. Bush                                   |
| - | James Loy          | James M. Loy (ad interim)     | Pennsylvania             | 1º febbraio 2005 | 15 febbraio 2005 | George W. Bush                                   |
| 2 |                    | Michael Chertoff              | New Jersey               | 15 febbraio 2005 | 21 gennaio 2009  | George W. Bush                                   |
| 3 |                    | Janet Napolitano              | Arizona                  | 21 gennaio 2009  | 6 settembre 2013 | Barack Obama                                     |
|   |                    | Rand Beers (ad interim)       | Distretto della Columbia | 6 settembre 2013 | 16 dicembre 2013 | Barack Obama                                     |
| 4 |                    | Jeh Johnson                   | New Jersey               | 23 dicembre 2013 | 20 gennaio 2017  | Barack Obama                                     |
| 5 |                    | John F. Kelly                 | Massachusetts            | 20 gennaio 2017  | 31 luglio 2017   | Donald Trump                                     |
| - | Elaine Duke        | Elaine Duke (ad interim)      | Ohio                     | 31 luglio 2017   | 6 dicembre 2017  | Donald Trump                                     |
| 6 | Kirstjen Nielsen   | Kirstjen Nielsen              | Florida                  | 6 dicembre 2017  | 11 aprile 2019   | Donald Trump                                     |
| - | Kevin McAleenan    | Kevin McAleenan (ad interim)  | Hawaii                   | 11 aprile 2019   | 13 novembre 2019 | Donald Trump                                     |
| - | Chad Wolf          | Chad Wolf (ad interim)        | Virginia                 | 13 novembre 2019 | 11 gennaio 2021  | Donald Trump                                     |
| - | Peter Gaynor       | Peter Gaynor (ad interim)     | New Jersey               | 12 gennaio 2021  | 20 gennaio 2021  | Donald Trump                                     |
| - | David Pekoske      | David Pekoske (ad interim)    | Connecticut              | 20 gennaio 2021  | 2 febbraio 2021  | Joe Biden                                        |
| 7 | Alejandro Mayorkas | Alejandro Mayorkas            | Distretto di Columbia    | 2 febbraio 2021  | 20 gennaio 2025  | Joe Biden                                        |
| - | Benjamin Huffman   | Benjamin Huffman (ad interim) | Texas                    | 20 gennaio 2025  | 25 gennaio 2025  | Donald Trump                                     |
| 8 | Noem Portrait 2    | Kristi Noem                   | Dakota del Sud           | 25 gennaio 2025  | in carica        | Donald Trump                                     |